# Flagstad (cratère)
Flagstad est un cratère d'impact à la surface de Vénus. 
Le cratère a ainsi été nommé par l'Union astronomique internationale en 1991 en hommage à la cantatrice norvégienne Kirsten Flagstad (1895-1962).  
Son diamètre est de 39,20 km. Il se situe dans la région du quadrangle de Lada Terra (quadrangle V-56). 